# Демарш
Дема́рш (фр. démarche) — дипломатическое выступление правительства или дипломатических органов одного государства перед правительством другого государства.
Демарш может содержать просьбу, протест, предостережение и тому подобное и быть выражен в письменной или устной форме. В практике Совета безопасности ООН как демарш используется демонстративный уход делегации из зала заседаний во время выступления одной из сторон конфликта. Демарши используются в случаях, когда обычные дипломатические средства (переговоры, консультации и т. д.) не помогают разрешить ту или иную спорную ситуацию или проблему, а вопрос требует срочного урегулирования.
Причиной для демарша может стать нарушение территориальной целостности какого-либо государства, случаи нарушения прав и свобод человека и другие ситуации. Примером политического демарша может служить проводившийся в разное время многими странами бойкот Олимпийских игр.
Формой для выражения демарша может быть:
- официальное заявление главы государства, каких-либо компетентных органов государственной власти,
- дипломатическая нота,
- отзыв дипломатического представителя,
- другие формы.

Принципы международного права (в частности, пункт 3 статьи 2 Устава ООН) не позволяют использовать демарш с угрозой применения силы и с целями, отличными от поддержания международного мира и безопасности.
В бытовом смысле демаршем называется выпад, неожиданный, резкий поступок.